# Muskotályzsálya-olaj

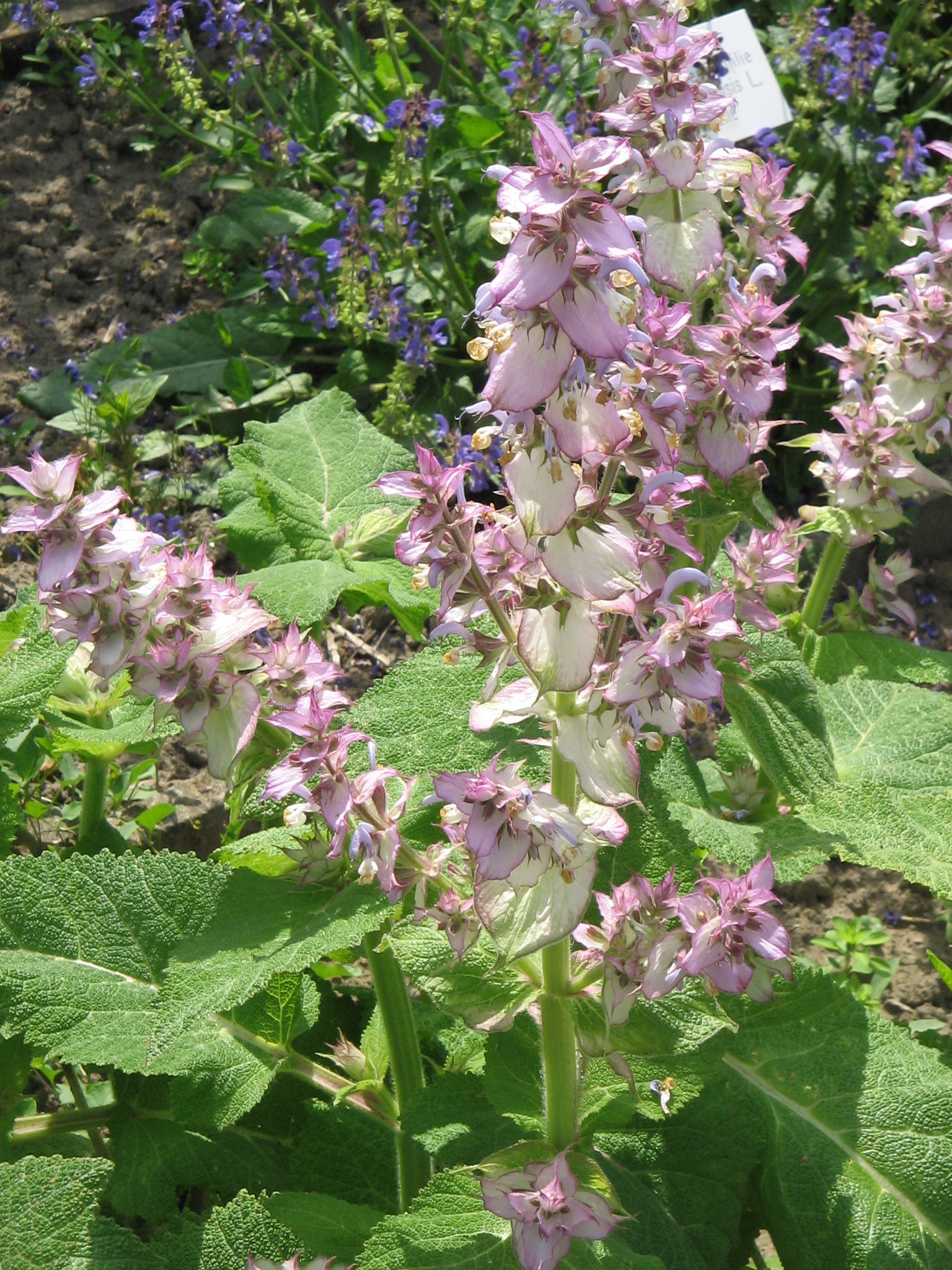
Muskotályzsálya (Salvia sclarea)

A muskotályzsálya-olaj a muskotályzsályából (Salvia sclarea) nyert illóolaj, amelyet általában víz- vagy vízgőz-desztillációval állítanak elő a növény virágzatából. Az Európai Gyógyszerkönyvben (amelyen a Magyar Gyógyszerkönyv is alapul) Salviae sclareae aetheroleum néven hivatalos. Színe sárga vagy halványsárga, illata jellegzetes, fűszeres. Összetételét tekintve többféle vegyületből álló keverék, amelyben leginkább terpének és terpenoidok fordulnak elő.
A muskotályzsálya-olajat felhasználják az élelmiszeriparban, a szesziparban, az illatszeriparban és a kozmetikai iparban is.
Laboratóriumi körülmények között változó hatékonyságú baktérium- és gombaellenes hatását állapították meg, valamint kedvező antioxidáns mivoltát. 

## Tulajdonságai
Az Európai Gyógyszerkönyv 10. kiadása a muskotályzsálya-olajat a Salvia sclarea friss vagy szárított virágos hajtásaiból vízgőz-desztillációval nyert illóolajként definiálja, amelynek megjelenése színtelentől barnássárgáig változhat, de legtöbb esetben halványsárga. Szaga jellegzetes.
A Food Chemicals Codex 9. kiadása szerint a muskotályzsálya illóolaja a növény leveleiből és virágzatából vízgőz-desztillációval kinyert, halványsárga vagy sárga színű folyadék. Fűszeres illata és borra emlékeztető bukéja van. A legtöbb természetes olajban oldódik, ásványi olajokban pedig 3 térfogatnyi mértékig szintén oldódik, de további elegyítés hatására színe opálossá válik. Glicerinben és propilénglikolban oldhatatlan.
A Flavor Ingredients leírása alapján zöld, édes, virágos, fűszeres, teához és szénához hasonló illata van, gyümölcsös árnyalattal. Kis koncentrációban (0,002%-os hígításban) zamatát is hasonló jelzőkkel írják le: zöld, édes, fűszeres, virágos, fás, mentolos íze van, mely egy kicsit szénára és dohányra emlékeztet.
A kivont illóolaj színe függ a felhasznált növényi részektől is; minél nagyobb arányban vannak muskotályzsálya-levelek az alapanyagban, annál sötétebb színezetet kap.

## Összetétele

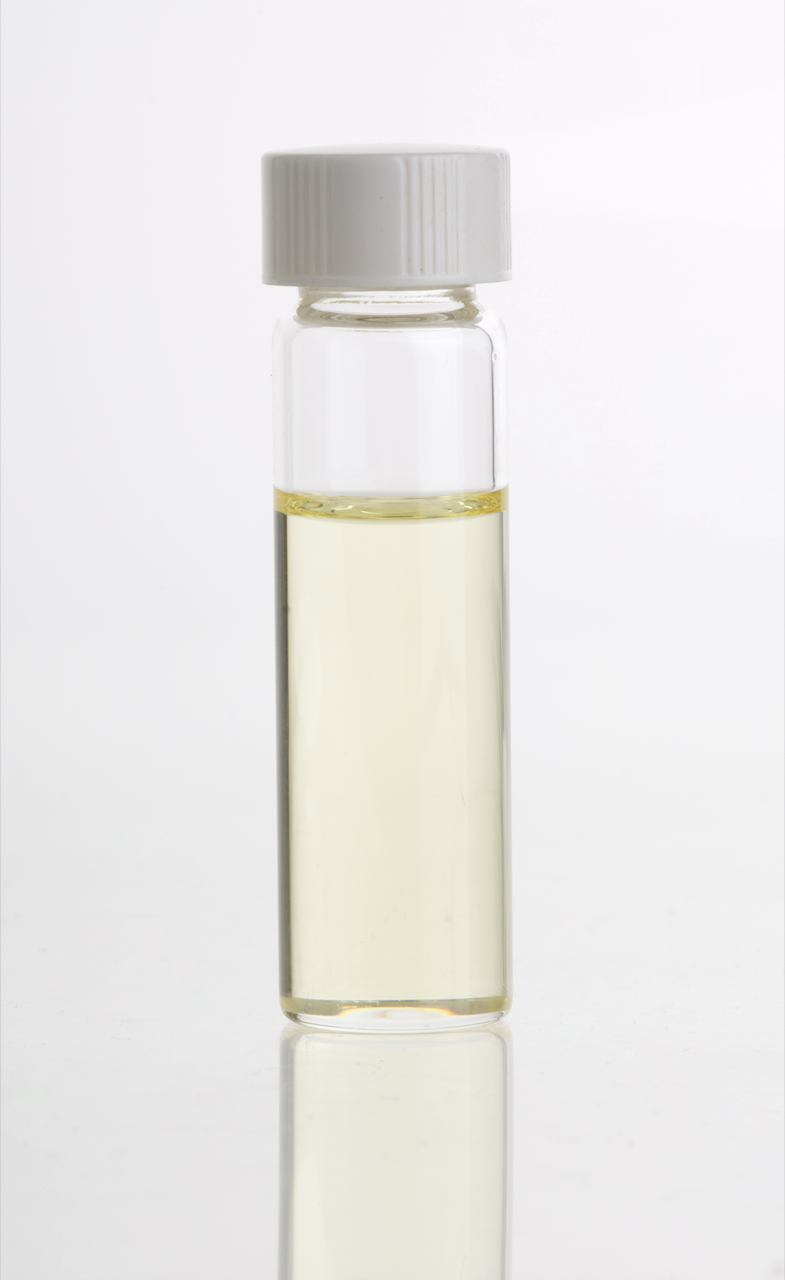
Muskotályzsályából nyert illóolaj

A muskotályzsálya illóolaját alkotó vegyületek legfőképp a monoterpének, monoterpenoidok, szeszkviterpének és szeszkviterpenoidok csoportjába sorolhatók be. A legjelentősebbnek számító összetevő a linalool és a linalil-acetát.
| származási hely                         | növényi rész                   | populáció jellege | műszeres analízis típusa | a kinyert olaj főbb összetevői |
| --------------------------------------- | ------------------------------ | ----------------- | ------------------------ | --- |
| Görögország (Tríkala prefektúra)        | szárított, föld feletti részek | vadon termő       | GC-MS                    | linalool (30,43%), linalil-acetát (19,75%), geranil-acetát (12,1%), neril-acetát (7,78%), α-terpineol (5,08%), geraniol (4,21%), szklareol (3,53%) |
| Görögország (Joánina prefektúra)        | szárított, föld feletti részek | vadon termő       | GC-MS                    | linalil-acetát (31,05%), linalool (18,46%), α-terpineol (7,56%), szklareol (5,55%), geranil-acetát (4,45%), 8,13-epoxi-15,16-dinorlab-12-én (3,03%) |
| Irán (Fársz tartomány)                  | szárított, föld feletti részek | vadon termő       | GC + GC-MS               | linalil-acetát (34,0%), linalool (18,5%), germakrén D (10,0%), szklareol (8,7%), α-terpineol (5,7%), geranil-acetát (3,8%), (E)-kariofillén (3,3%) |
| Irán (Iszfahán tartomány)               | szárított virágok              | vadon termő       | GC-FID + GC-MS           | germakrén D (20,88%), limonén (12,29%), α-bulnezén (12,26%), eudezm-7(11)-én-4-ol (9,95%), spatulenol (9,74%), β-kariofillén (9,69%), β-longipinén (5,52%), α-ilangén (5,02%), dehidro-elsholtzia-keton (4,33%), artemizia-trién (3,65%), biciklogermakrén (3,37%), aromadendrén (3,29%) |
| Irán (Iszfahán tartomány)               | szárított levelek              | vadon termő       | GC-FID + GC-MS           | germakrén D (20,83%), β-kariofillén (17,24%), kariofillén-oxid (10,42%), spatulenol (9,98%), biciklogermakrén (8,76%), α-kopaén (6,79%) |
| Libanon (Bejrút)                        | föld feletti részek            | vadon termő       | GC-FID + GC-MS           | linalool (38,07%), α-terpineol (13,40%), geraniol (5,67%), geranil-acetát (4,86%), mircén (3,0%) |
| Libanon (Taanájel)                      | föld feletti részek            | vadon termő       | GC-FID + GC-MS           | linalil-acetát (35,28%), linalool (10,75%), germakrén D (10,60%), α-terpineol (6,45%), geraniol (4,40%), geranil-acetát (3,45%) |
| Olaszország (Szardínia)                 | friss levelek                  | vadon termő       | LC-flash + GC-FID        | metil-kavikol (49,02%), linalil-acetát (19,20%), linalool (9,93%), α-terpineol (7,51%), α-terpinil-acetát (4,30%), 1,8-cineol (3,23%) |
| Spanyolország (Madrid autonóm közösség) | nincs adat                     | vadon termő       | GC-FID + GC-MS           | linalool (32,97%), linalil-acetát (16,85%), germakrén D (7,57%), α-terpineol (5,63%), β-kariofillén (4,80%) |
| Tádzsikisztán (Yovon-körzet)            | szárított, föld feletti részek | vadon termő       | GC-MS                    | linalil-acetát (39,2%), linalool (12,5%), germakrén D (11,4%), α-terpineol (5,5%), geranil-acetát (3,5%) |
| Törökország (Çamlıyayla-fennsík)        | szárított, föld feletti részek | vadon termő       | GC-FID + GC-MS           | L-linalool (48,85%), linalil-acetát (16,67%), α-terpineol (6,06%), geraniol (4,38%), geranil-acetát (4,34%) |
| Törökország (Kelet-anatóliai régió)     | szárított, föld feletti részek | vadon termő       | GC-FID + GC-MS           | germakrén D (24,72%), β-kariofillén (16,24%), biciklogermakrén (9,63%), linalil-acetát (5,52%), α-kopaén (3,78%) |
| Üzbegisztán (Vahschivar)                | virágzat                       | vadon termő       | GC-FID + GC-MS           | linalool (32,0%), linalil-acetát (29,0%), α-terpineol (12,0%), geranil-acetát (6,7%), neril-acetát (4,5%), neral (4,4%) |
| Üzbegisztán (Vahschivar)                | virágok és murvalevelek        | vadon termő       | GC-FID + GC-MS           | linalool (44,0%), linalil-acetát (17,0%), α-terpineol (15,0%), geranil-acetát (6,1%), neril-acetát (3,2%), neral (3,1%) |

## Felhasználása
A muskotályzsálya illóolaját felhasználják az élelmiszeriparban pékáruk, sütemények, fagyasztott tejtermékek, cukorkák, ízesítők, alkoholmentes üdítők gyártásához. A szesziparban alkoholos italok készítésénél, pl. különféle sörök, likőrök, muskotályok, vermutok esetén használják fel. Ezen kívül parfümök, kozmetikumok, dohánytermékek előállításához, illetve gyógyászati és aromaterépiás célokra is felhasználják.

## Farmakológiai hatásai
A muskotályzsálya illóolajának baktériumellenes hatásával több kutatásban is foglalkoztak. A kísérletek során mérsékelt, közepes, illetve jelentős antibakteriális hatást mértek.
Gombafajok elleni aktivitásával szintén foglalkozott több publikáció is, melyekben mérsékelt, közepes, illetve jelentős antifungális hatást mértek in vitro körülmények között.
A muskotályzsályából nyert illóolaj antioxidáns hatását több kutatás során is jónak ítélték a kapott eredmények alapján.